# 卢瓦尔河畔吕索
卢瓦尔河畔吕索（法語：Lussault-sur-Loire，法語發音：[lyso syʁ lwaʁ] ⓘ）是法国安德尔-卢瓦尔省的一个市镇，位于该省中东部，卢瓦尔河左岸，属于图尔区。

## 地理
卢瓦尔河畔吕索（47°23'48"N, 0°55'6"E）面积9.36 平方千米，位于法国中央-卢瓦尔河谷大区安德尔-卢瓦尔省，该省份为法国中西部省份，北起萨尔特省、东北接卢瓦-谢尔省，东南接安德尔省，南至维埃纳省，西临曼恩-卢瓦尔省。
与卢瓦尔河畔吕索接壤的市镇（或旧市镇、城区）包括：昂布瓦斯、卢瓦尔河畔蒙卢伊、纳泽勒-内格龙、努瓦宰、圣马丹勒博。

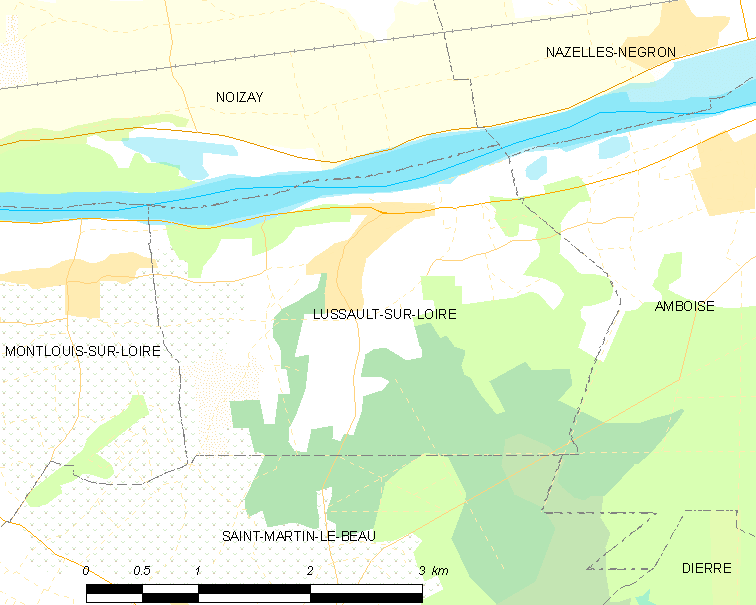
卢瓦尔河畔吕索的OSM定位图

卢瓦尔河畔吕索的时区为UTC+01:00、UTC+02:00（夏令时）。

## 行政
卢瓦尔河畔吕索的邮政编码为37400，INSEE市镇编码为37138。

## 政治
卢瓦尔河畔吕索所属的省级选区为昂布瓦斯县。

## 人口

1962-2008年间卢瓦尔河畔吕索人口变化图示

卢瓦尔河畔吕索于2022年1月1日时的人口数量为890人。